# Sabbrabells
Sabbrabells es una banda de heavy metal que fue fundada en Japón en 1980. Con letras procedentes del ocultismo y la creencia en los demonios, el grupo era conocido también por sus actuaciones en directo vestidos con trajes negros de demonios. Se dice que han tenido una gran influencia en el famoso grupo japonés de heavy metal Seikima-II. 

## Miembros
- Kiichi Takahashi - Vocalista
- Junichiro Matsukawa - Guitarra
- Hiroyuki Sano - Guitarra
- Keiichi Miyao - Bajo
- Shigeo Ishibashi - Batería

## Discografía

### EP
- All Night Metal Party '84 To '85 (1985)
- Dogfight (1985)

### Sencillos
- Dogfight (1987)

### Álbumes de estudio
- Sabbrabells (1983)
- Sailing On The Revenge (1986)
- One Night Magic (1987)

### Álbumes en vivo
- Live! (1986)

### Vídeos
- Live! (1986)